# Zsédeny
Zsédeny község Vas vármegyében, a Sárvári járásban.

## Fekvése
A Rába és a Répce által közrefogott háromszögben fekszik, sík, sovány, homokos területen.
A közvetlenül határos települések: észak felől Vasegerszeg, kelet felől Jákfa, dél felől Rábapaty, északnyugat felől pedig Hegyfalu.

### Megközelítése
Csak közúton érhető el, a Balatont Sopron térségével összekötő 84-es főúton, mely a belterületén is végighalad.
Északnyugati határszélétől nem messze húzódik az M86-os autóút, illetve valamivel távolabb a 86-os főút, ráadásul mindkettőnek csomópontja is van Zsédeny közelében, a 84-es főút keresztezésénél; ezek révén a község a megyeszékhely, Szombathely, valamint Győr-Csorna irányából is könnyen megközelíthető.
Korábban áthaladt rajta a Sárvár–Répcevis–Felsőlászló-vasútvonal, melynek egy megállási pontja is volt itt, közvetlenül a belterület nyugati szélén. A vasút 1974-es bezárása óta vasútvonal nem érinti, a legközelebbi vasúti csatlakozási lehetőséget azóta a Hegyeshalom–Porpác-vasútvonal Hegyfalu vasútállomása kínálja, néhány kilométerre északra.

## Története
Régi település, amit a község határában feltárt vaskori sírhalom is bizonyít. Nevét az Árpád kortól ismerjük az oklevelekből, első említése 1238-ból maradt fent. A 14. századtól megjelenik Kis-Zsédeny, másként vadkert, mint elkülönülő jobbágyközség megkülönböztetése.
Zsédenyen át már a 13. században között nagy út vezetett Egerszeg és Paty, s az úttól nem messze állt Szent Márton (a község védőszentje) nevére szentelt egyháza (vagyis temploma). Szent Márton legendájáról való megemlékezésképpen 2000-től elevenítették fel a községben (az Agroprocent Kft. szervezésében) a Márton napi lampionos korhű jelmezes felvonulást.
Zsédeny ősbirtokosai valószínűleg a zsédenyiek voltak, majd a pogánylázadások leverése után a falu egy része a mindenkori király birtoka lett. Ő adta tovább a várnépek kezelésébe, majd a későbbiek során a Köcskiek, a Jákok, a Mezőlakiak és az Ostffyak is birtokolták. Későbbi földesurai a Chernel és a Taar, majd a Maróthy családok voltak.
Ez utóbbiak betelepülési ideje nem ismert, de a község területén jelenleg is meglévő Maróthy-kúriát a 19. század közepén építtette a család romantikus-eklektikus stílusban. A család 1945-ig birtokolta, majd az erősen lepusztult épületet a kastélyprogram keretében a Fiedler család újította fel kívül-belül. Jelenleg két hektáros parkjával együtt szállodaként üzemel. 12 szobája antik berendezésű, 20 fős konferenciateremmel rendelkezik.

## Közélete

### Polgármesterei
- 1990–1994: Dr. Fiedler Péter (független)[3]
- 1994–1998: Bognár László (független)[4]
- 1998–2002: Bognár László (független)[5]
- 2002–2006: Bognár László (független)[6]
- 2006–2010: Bognár László (független)[7]
- 2010–2014: Bognár László (független)[8]
- 2014–2019: Bognár László (független)[9]
- 2019–2024: Bognár László (független)[10]
- 2024– : Joós Tibor (független)[1]

## Népesség
A település népességének változása:
| Lakosok száma | 185  | 186  | 190  | 192  | 201  | 209  | 212  |
|               | 2013 | 2014 | 2015 | 2021 | 2022 | 2023 | 2024 |

A 2011-es népszámlálás során a lakosok 91,8%-a magyarnak, 1,6% németnek mondta magát (7,1% nem nyilatkozott; a kettős identitások miatt a végösszeg nagyobb lehet 100%-nál). A vallási megoszlás a következő volt: római katolikus 55,7%, evangélikus 12%, református 0,5%, felekezet nélküli 4,9% (26,2% nem nyilatkozott).
2022-ben a lakosság 90%-a vallotta magát magyarnak, 3% németnek, 1,5% románnak, 0,5% ukránnak, 2,5% egyéb, nem hazai nemzetiségűnek (9,5% nem nyilatkozott; a kettős identitások miatt a végösszeg nagyobb lehet 100%-nál). Vallásuk szerint 42,8% volt római katolikus, 8,5% evangélikus, 0,5% ortodox, 0,5% egyéb keresztény, 7% felekezeten kívüli (40,8% nem válaszolt).

## Nevezetességei
- Maróthy-kastélykúria
- Szent Márton római katolikus templom

## Hírneves zsédenyiek
- Horváth József (1924–2004) Kossuth-díjas színész, a Budapesti Katona József Színház alapító tagja.
- Horváth József (1952–1998) költő [megjelent verseskötete: Idegmuzsika (1999, Péntek Imre szerkesztésében; versei megjelentek még a Közgazdász című egyetemi újság (1981), a Zsarát című szombathelyi lap (1999) és a Mozgó Világ (1981) oldalain]

## Érdekességek
- A község I. világháborús áldozatainak emléktáblája nemcsak helyben, de a répceszentgyörgyi Szent György-templom előtt álló hősi emlékművön is látható.

## Képgaléria

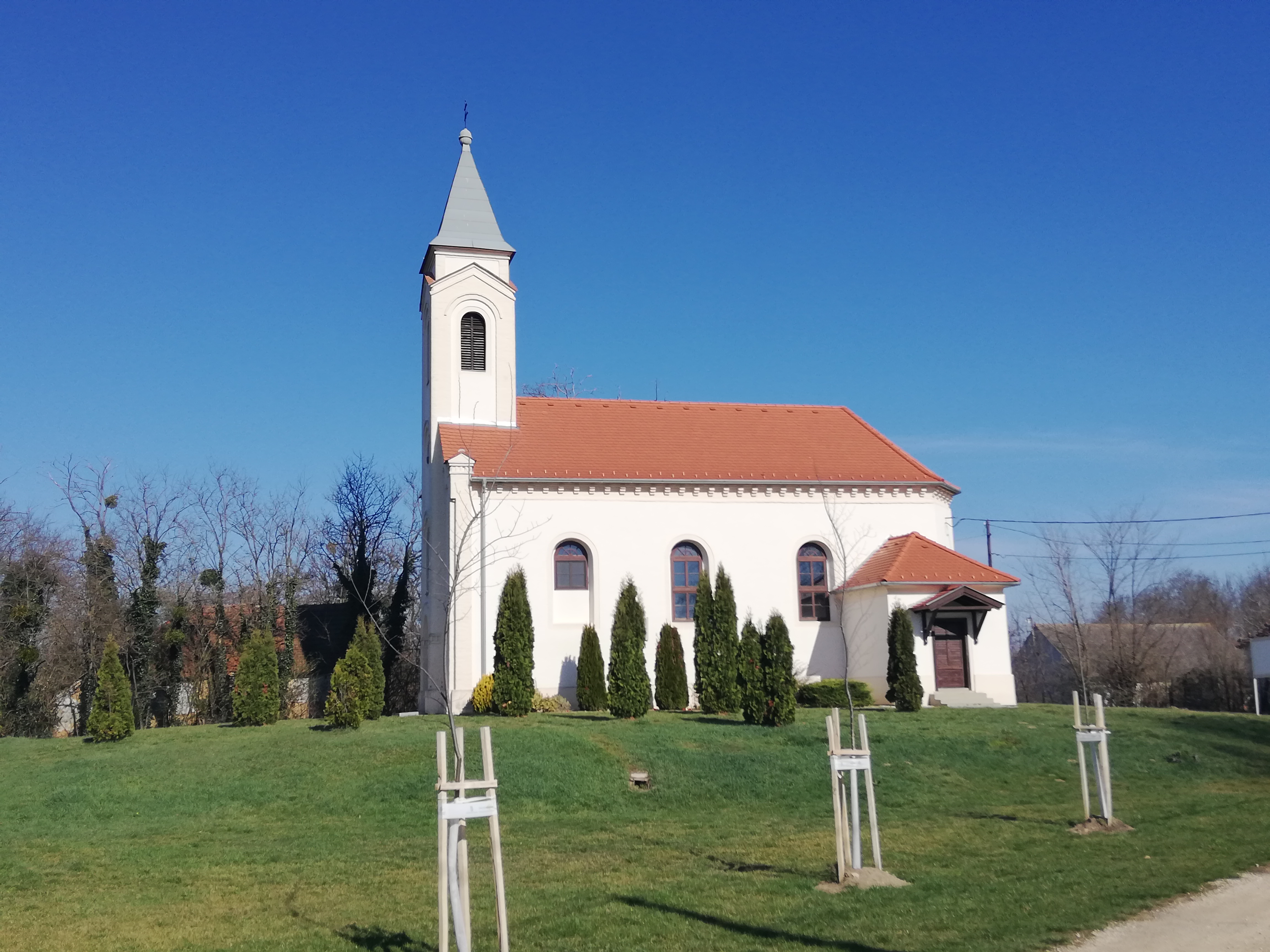
Katolikus templom
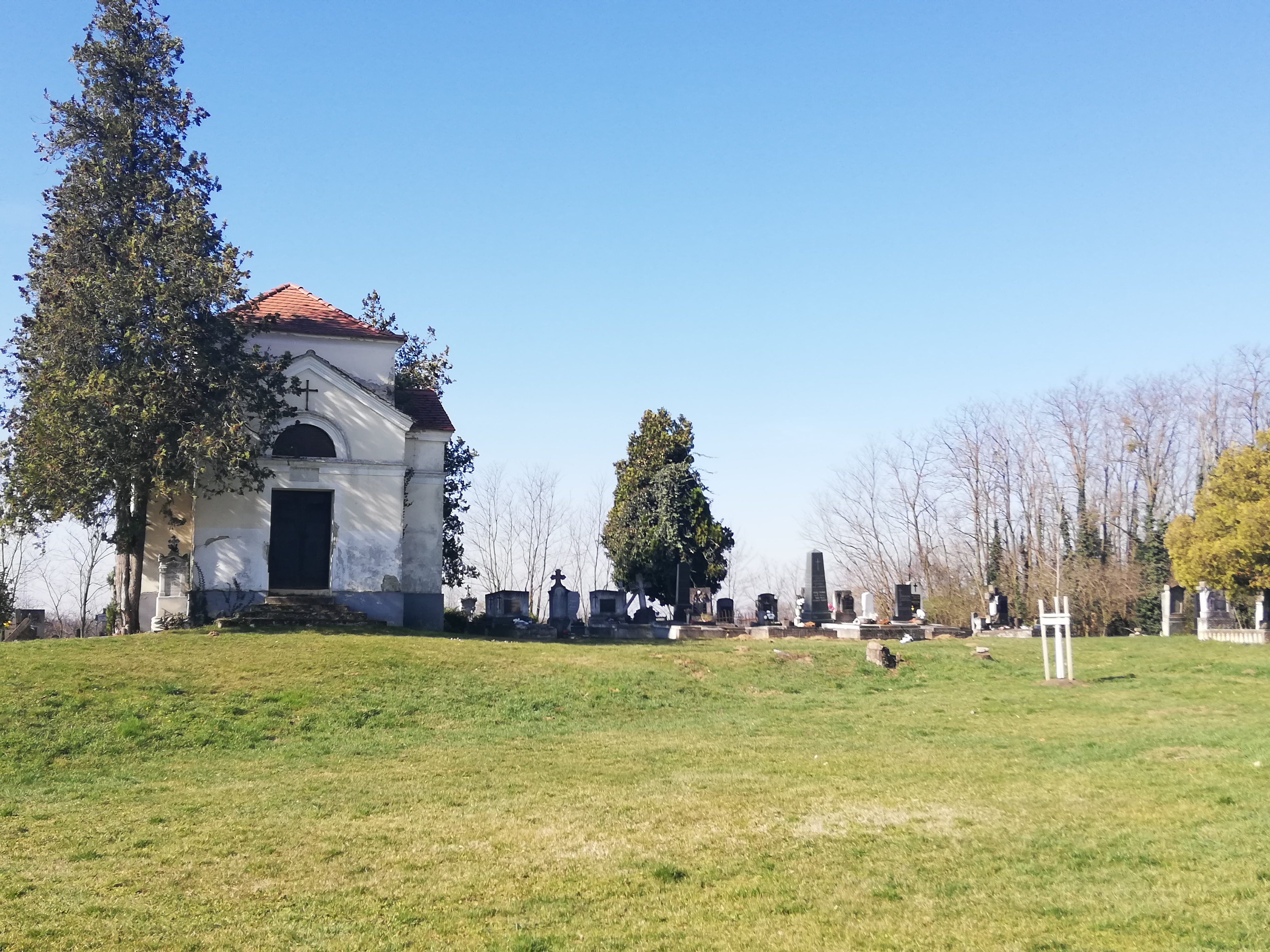
Zsédeny temetője
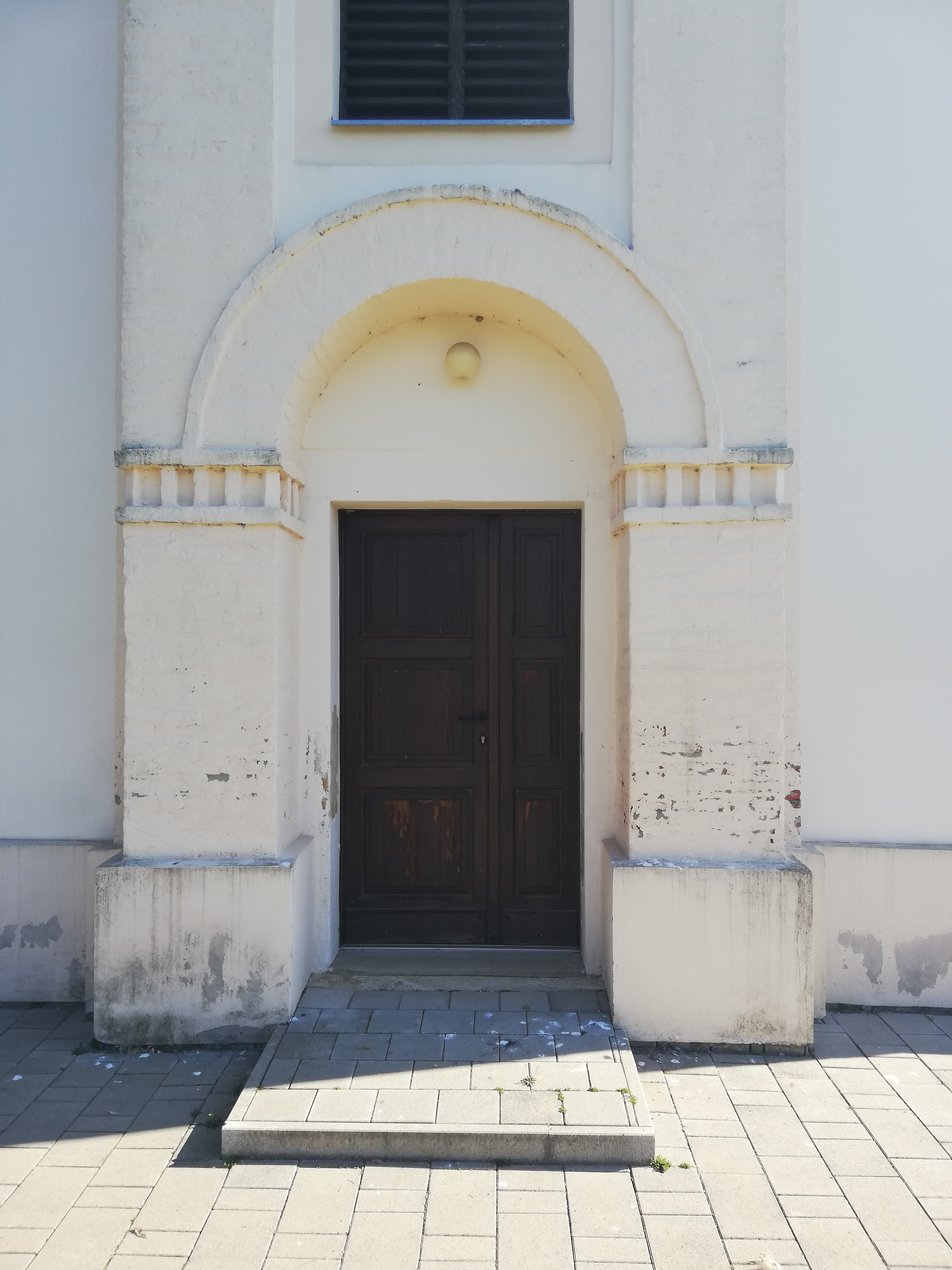
Templomkapu
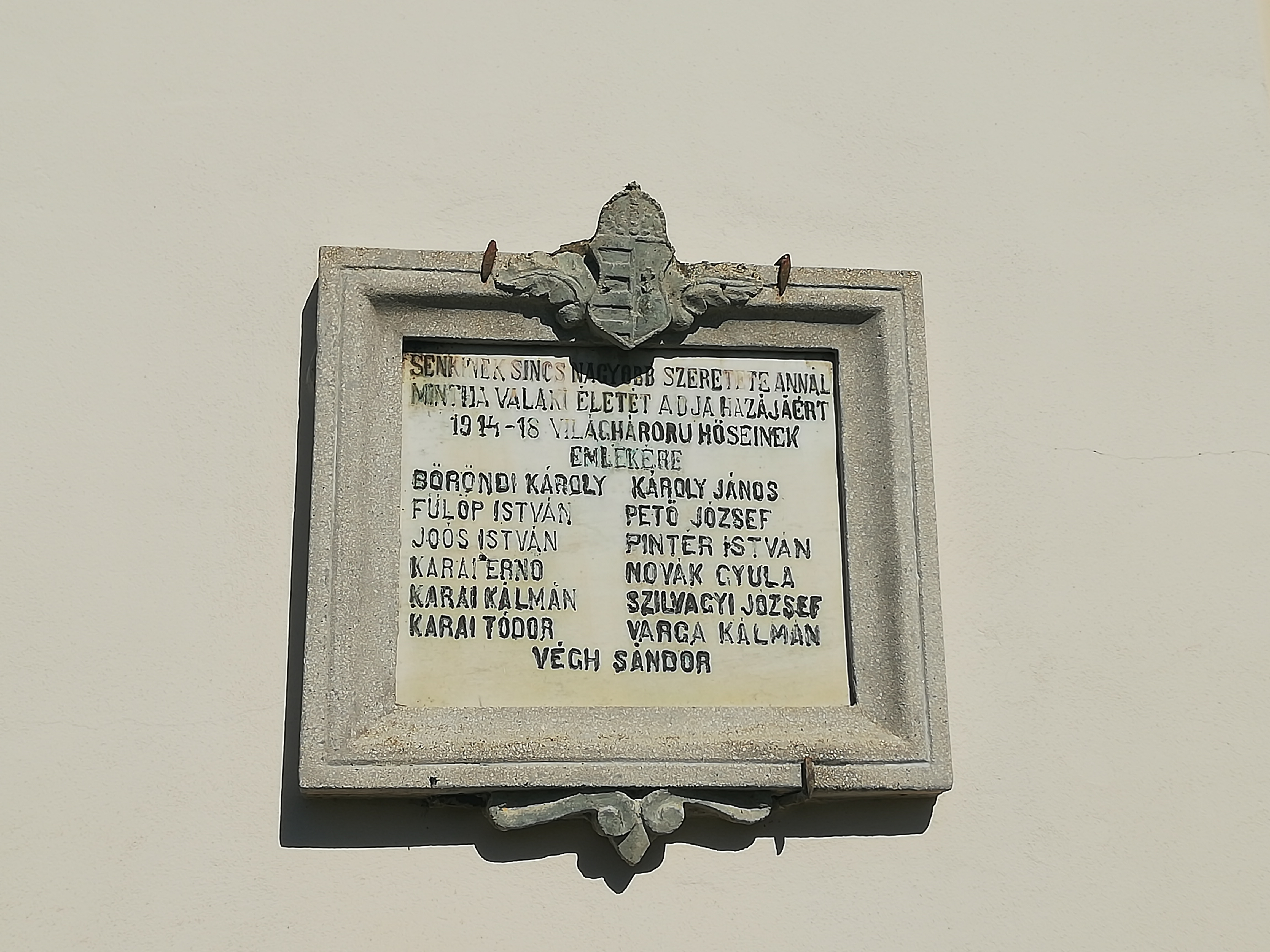
Az I. világháborús áldozatok emléktáblája
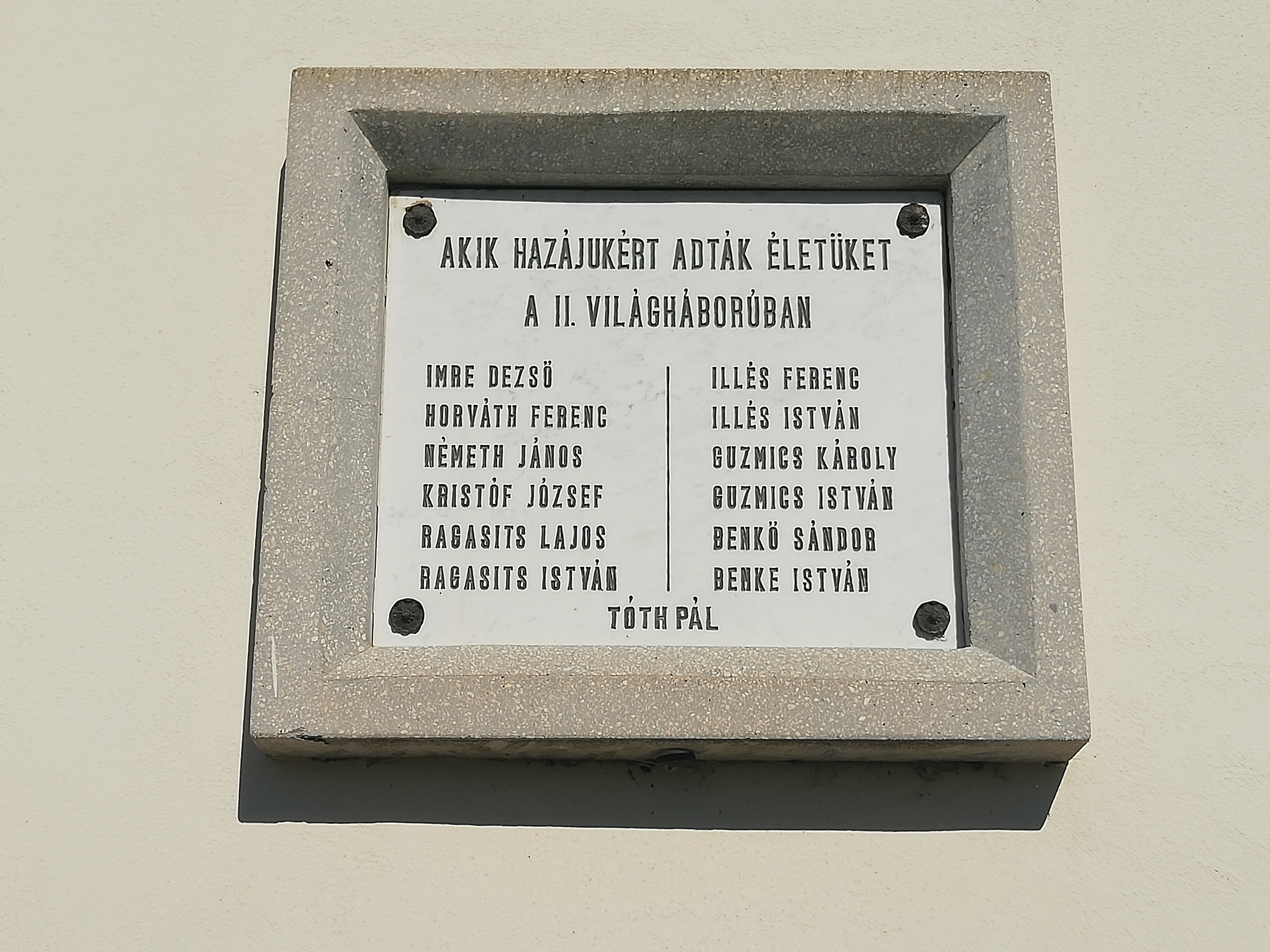
A II. világháborús áldozatok emléktáblája
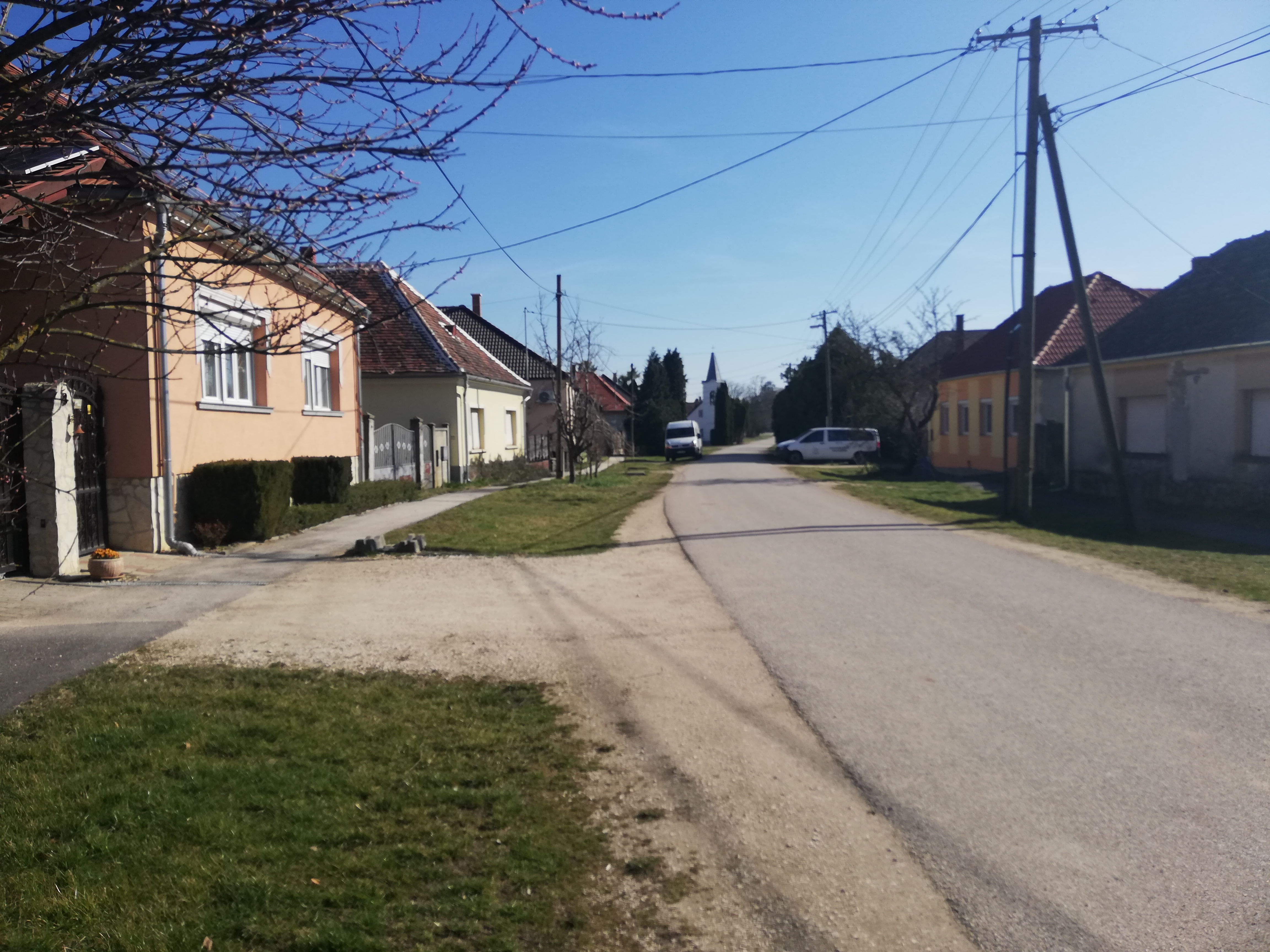
Zsédeny főutcája
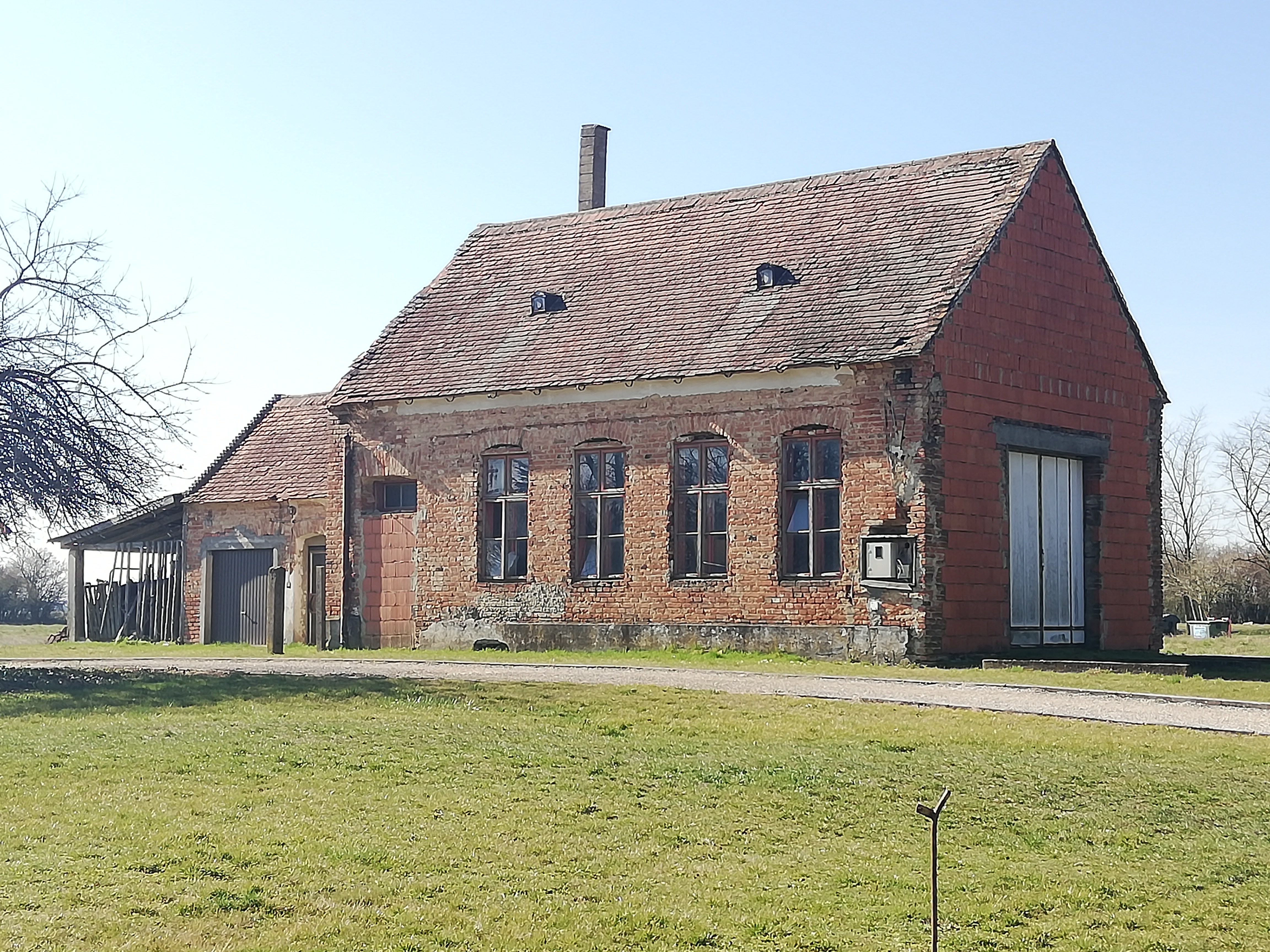
Régi gazdasági épület az egykori vasút közelében
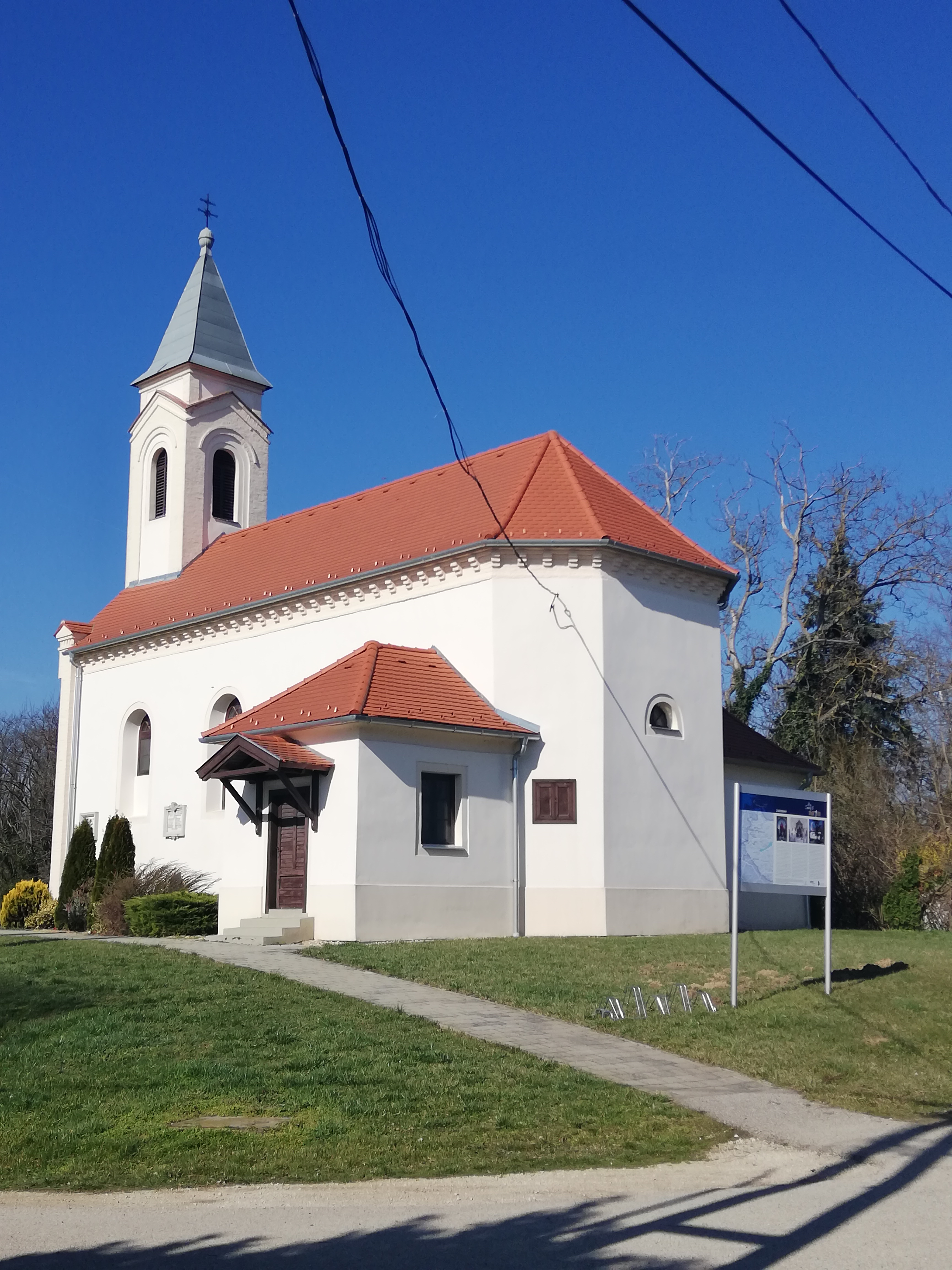
A katolikus templom a falu felől
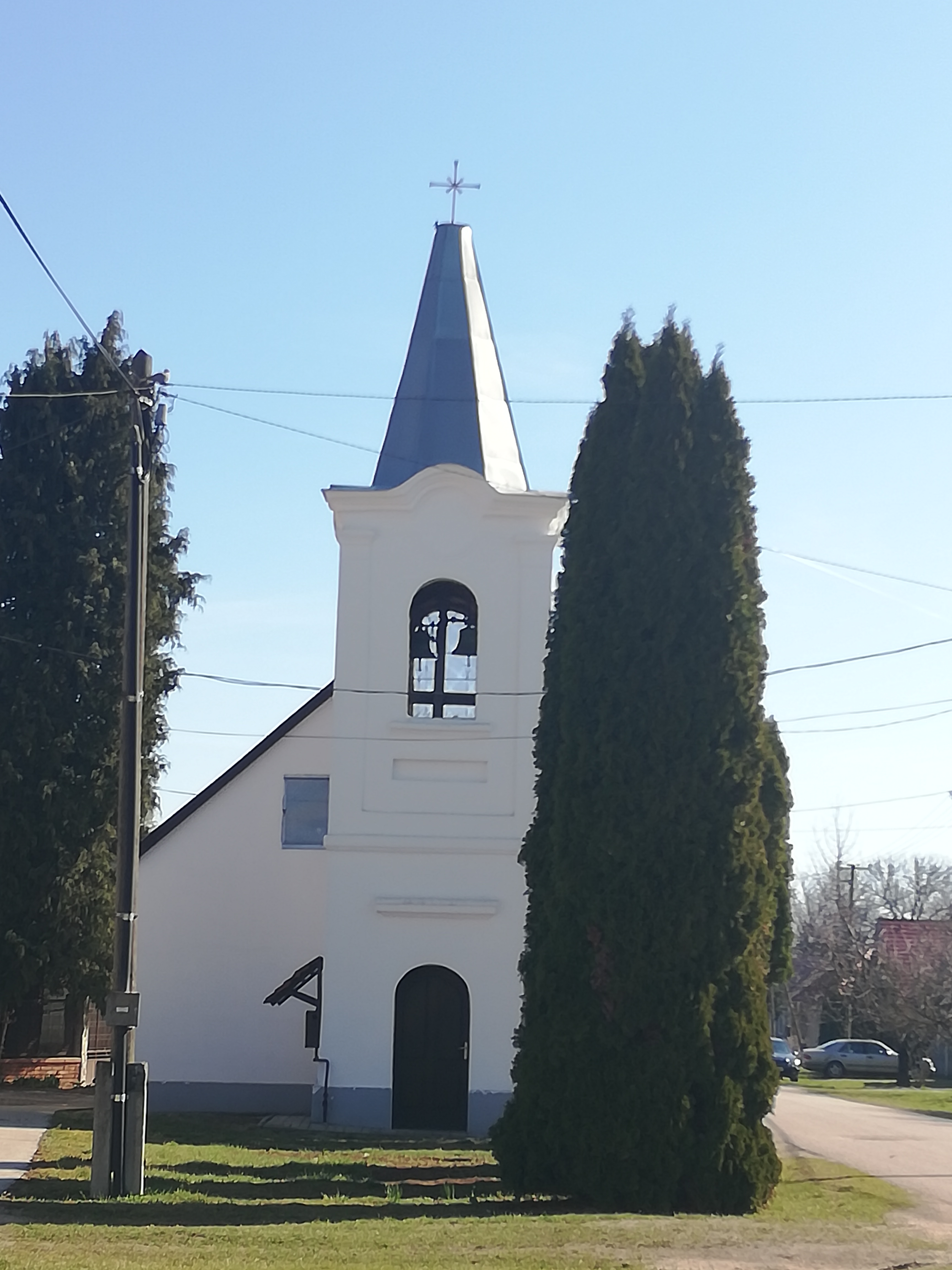
A református templom
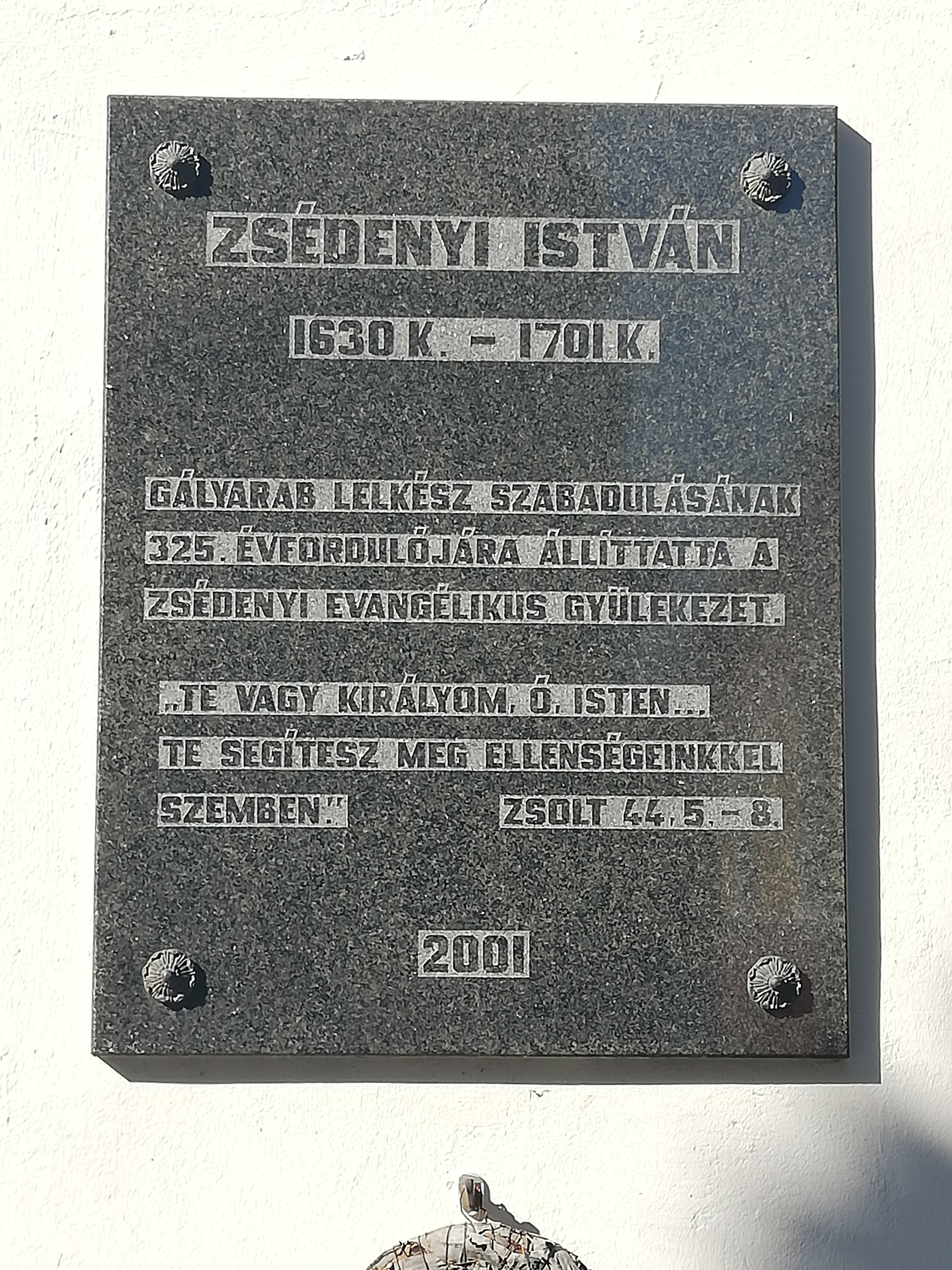
Zsédenyi István emléktáblája
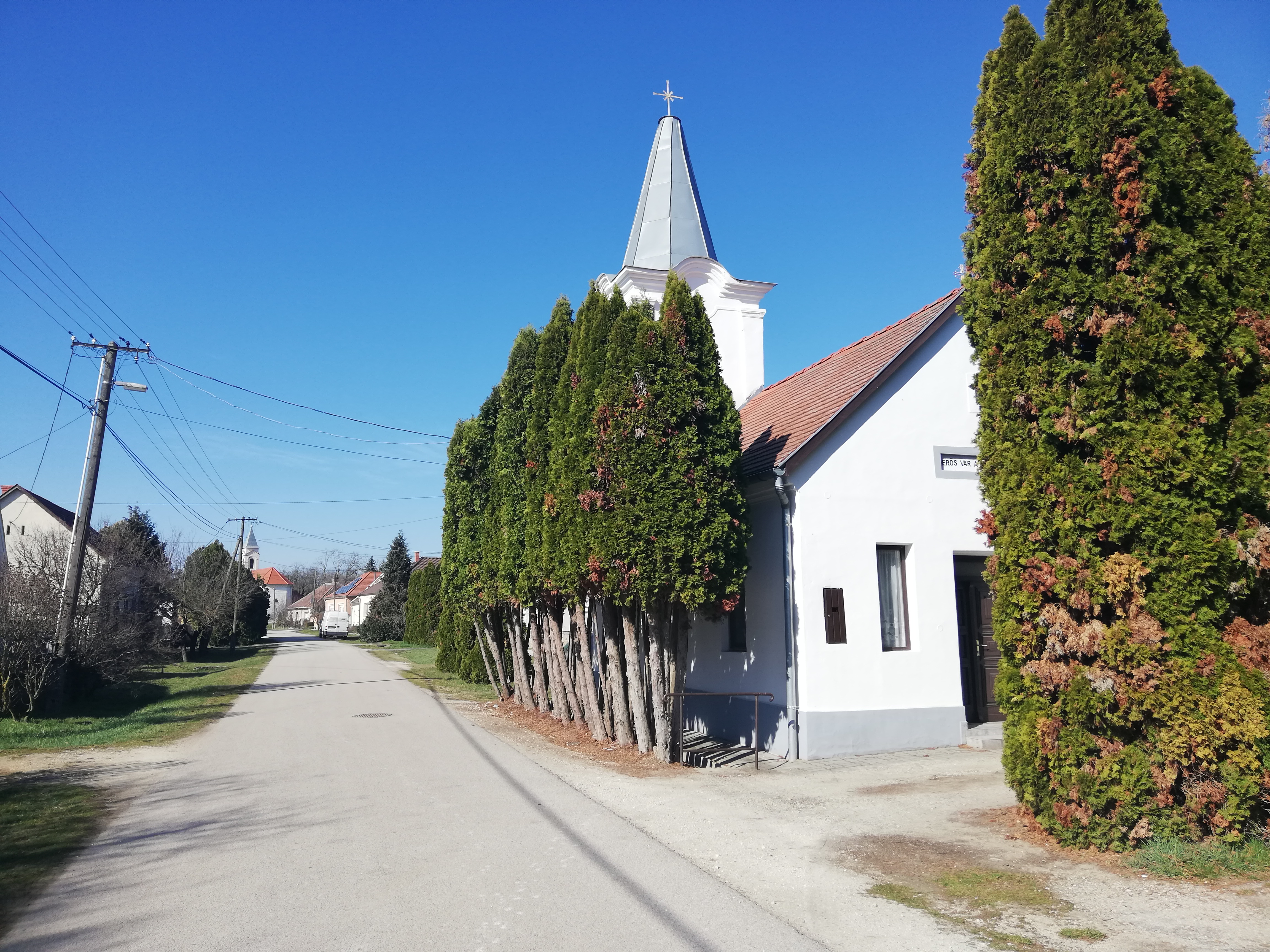
A két templom együtt
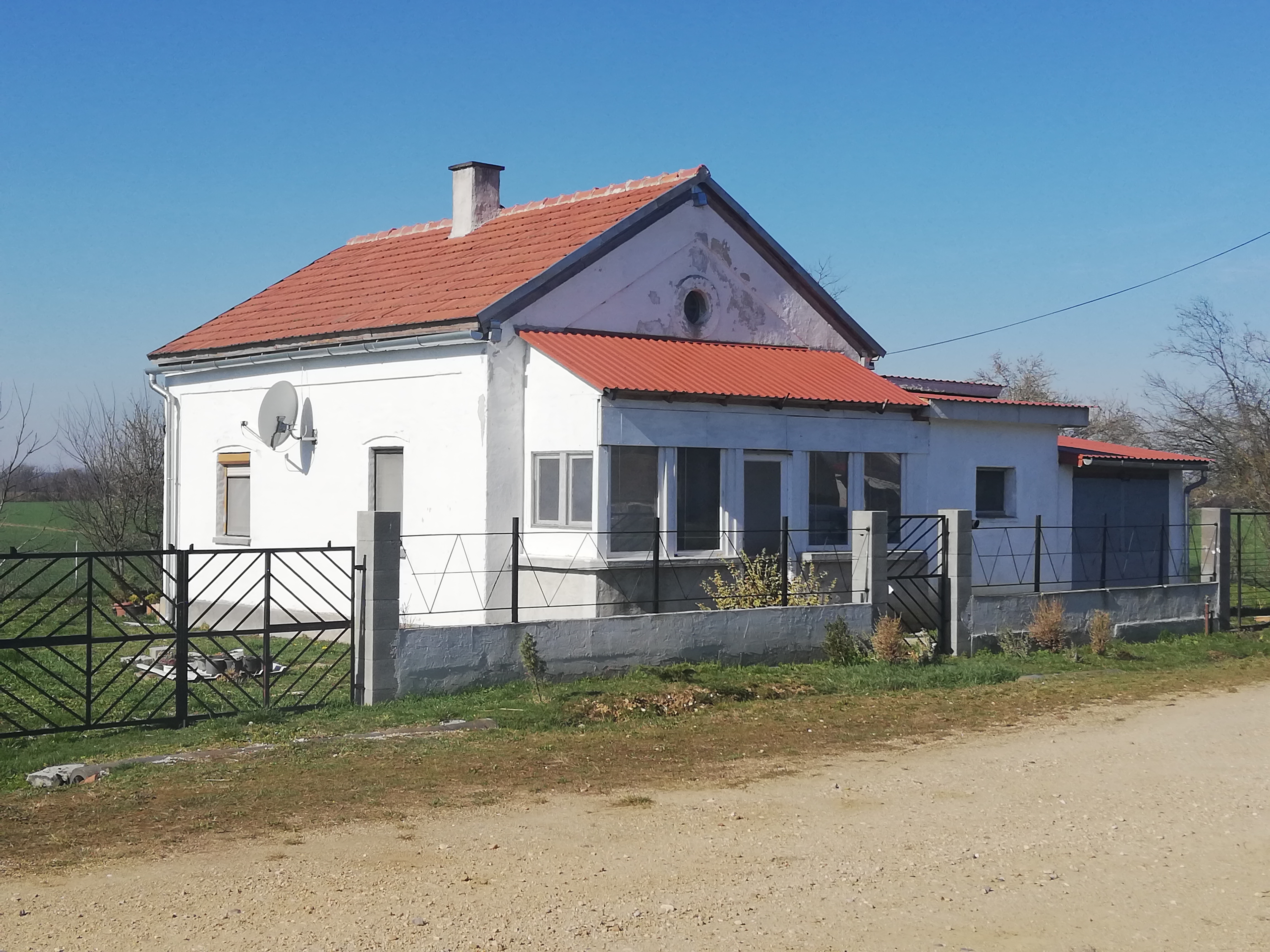
Zsédeny egykori vasúti megállóhelyének épülete